# Hannelore Baender

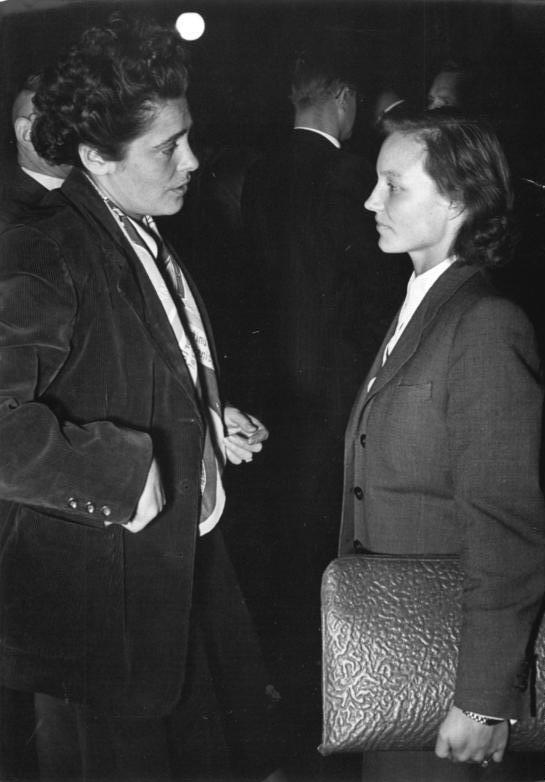
Die Abgeordneten Hannelore Baender (links) und Margot Feist am 31. Oktober oder 1. November 1951 in der Volkskammer

Hannelore (Halox) Baender (geb. Goldschmidt; * 14. September 1919 in Leipzig; † 12. April 1990 in Berlin) war eine deutsche Lehrerin und Politikerin (SED). Sie war von 1950 bis 1952 Abgeordnete der Volkskammer der DDR.

## Leben
Hannelore Baender wurde als Tochter des jüdischen Ehepaars Hertha und Arthur Goldschmidt in Leipzig geboren. Bis 1929 besuchte sie die private Schustersche Lehranstalt und bis 1936 die Erste Höhere Mädchenschule in Leipzig. Anschließend studierte sie bis 1938 am Stuttgarter orthopädisch-gymnastischen Institut Alice Bloch und erwarb ihr Diplom, dass sie zum Unterricht an jüdischen Schulen berechtigte. Während einer elfmonatigen Amerikareise ging sie im Oktober 1939 von New York nach Bolivien, wo ihr Bruder Peter lebte. Er riet ihr angesichts der Pogrome und Verfolgungen in Deutschland, nicht dorthin zurückzukehren.  Ihre Eltern konnten 1939 faktisch mit dem letzten Schiff aus Hamburg nach Amerika auswandern und in Bolivien Asyl bekommen. Dort lernte sie 1940 Paul Baender kennen. Sie heirateten und bekamen den Sohn Stephan. Hannelore Baender arbeitete als Sportlehrerin und Redakteurin in La Paz. Mit ihrem Mann wirkte sie in einer Gruppe „Freies Deutschland“ und gestaltete mit ihm eine Radiosendung.
Nach dem Ende des Zweiten Weltkriegs kehrte sie 1947 mit Mann und Sohn mit einem schwedischen Frachter über Argentinien und Schweden nach Deutschland zurück. Nach einer langen Wartezeit in Göteborg kamen sie im November 1947 in Berlin an und meldeten sich beim Parteivorstand der SED. Bisher parteilos, wurde sie Mitglied der Sozialistischen Einheitspartei Deutschlands (SED) und arbeitete zunächst beim Pressedienst des SED-Parteivorstandes. 1948 wurde sie Assistentin des Pädagogik-Professors Robert Alt an der Humboldt-Universität zu Berlin. 1949 wurde sie Sekretärin des Deutschen Sportausschusses (DSA), verantwortlich für Frauensport. Im April 1951 war sie Gründungsmitglied des Nationalen Olympischen Komitees der DDR (NOK). Während der Weltfestspiele der Jugend und Studenten im August 1951 in Berlin war sie für die große Sportparade verantwortlich.
Im Oktober 1950 wurde sie als Abgeordnete in die Volkskammer gewählt. Sie gehörte der FDJ-Fraktion an und war Mitglied des Wirtschaftsausschusses. Anfang 1952 gerieten sie und ihr Mann in den Kreis der verdächtigen „West-Emigranten“ um Paul Merker, gegen den die SED einen Schauprozesses nach dem Vorbild des Slánský-Prozess in der ČSR ansteuerte. Im April 1952 fasste das Politbüro den Beschluss, den parteiintern bereits angeschlagenen Paul Baender als einen der Hauptschuldigen für die sich verschlimmernde Versorgungskrise von der Funktion des Staatssekretärs im Ministerium für Handel und Versorgung zu entbinden, verzichtete aber zunächst auf dessen Verwirklichung.
Am 21. November 1952 verhaftete das Ministerium für Staatssicherheit (MfS) das Ehepaar Baender bei der Rückkehr von einer Kur in Bad Elster auf dem Ostbahnhof in Berlin. Die Verhaftung wurde bis in den August 1953 geheim gehalten, beide galten als verschwunden. Als „unbekannt verzogen“ verloren sie ihre Bezüge, die Volkskammer hob im Dezember 1952 Hannelore Baenders parlamentarische Immunität auf, ihre Ausweise wurden nicht verlängert und beide aus der SED ausgeschlossen. Hannelore Baender konfrontierte das MfS in der Untersuchungshaftanstalt Kissingenstraße mit dem Vorwurf, „nach 1945 für den Faschismus und gegen den Frieden gearbeitet zu haben“. Neben Paul Baender verhaftete das MfS auch den Minister für Handel und Versorgung Karl Hamann (LDPD) sowie den Staatssekretär Rudolf Albrecht und inhaftierte sie im „U-Boot“ in Berlin-Hohenschönhausen, wohin auch Hannelore Baender verlegt wurde.
Während Paul Baender im Juli 1954 wegen „Wirtschaftsverbrechen“ zu sechs Jahren Zuchthaus verurteilt wurde, kam Hannelore Baender im selben Monat aus der fensterlosen Kellerzelle in eine bessere. Von der Verurteilung ihres Mannes erfuhr sie nichts, etwas später wurde sie ohne Anklage und Prozess als „unschuldig“ freigelassen und lebte mit ihrem Sohn zusammen. Sie arbeitete als ungelernte Montiererin in der Radiofabrik des Elektro-Apparate-Werks „J. W. Stalin“ (EAW). Im April 1955 durfte sie zum ersten Mal seit dem November 1952 ihren Mann wiedersehen. Die SED nahm die nach wie vor an den Kommunismus und die Partei glaubende Hannelore Baender wieder auf. Am 28. April 1956 konnte sie ihren vorzeitig entlassenen Mann aus dem Zuchthaus Brandenburg abholen. Sie wurde hauptamtliche Parteisekretärin der SED im EAW und 1958 im VEB Berlin-Chemie. Sie besuchte für ein Jahr die Parteihochschule „Karl Marx“, arbeitete in der Staatsoper Unter den Linden und zuletzt von 1970 bis 1977 im Interhotel am Alexanderplatz. Im Unterschied zu ihrem Mann gab sie ihre Lebensgeschichte zu Protokoll, aber erst nach dem Zusammenbruch der SED-Herrschaft in der DDR.
Hannelore Baender starb im Alter von 70 Jahren und wurde auf dem Friedhof in Berlin-Adlershof bestattet.